# Ares
Ares je bil v grški mitologiji bog vojne in bojnega polja. V rimski mitologiji je njegov »dvojnik« Mars, čeprav je med njima veliko razlik. Aresovi simboli so čelada, bakla, pes in jastreb.
Njegova praprastara starša sta Uran (moško utelešenje neba) in Gaja (žensko utelešenje Zemlje). Njegova prastara starša sta Kronos, titan, »zadolžen« za čas in Rea, titanka, »zadolžena« za materinstvo.
Njegova starša sta Zevs, bog neba in kralj bogov in Hera, boginja zakona in družine ter kraljica bogov. Med brati in sestrami so Hefajst, bog ognja in kovaštva, Ejlejntija, boginja poroda, Heba, boginja mladosti in številni polbratje ter polsestre po očetovi in materini strani.
Imel je mnogo ženskih in moških ljubimcev, med njimi: Afrodito, boginjo lepote in ljubezni, Eos, boginjo jutranje zore, Erido, boginjo prepira in razdora ter množico smrtnikov ženskega in moškega spola.
Med njegovimi potomci so: Dejmos, bog groze, Fobos, bog strahu, Enialis, bog boja, Eros, bog ljubezni in številni smrtniki.
Njegovi zavezniki so bili: Had, vladar podzemlja, Ker, boginja nasilne smrti, Ate, boginja zaslepljenosti, Dejmos, bog groze, Fobos, bog boja. Njegovi podložniki: Fobos, Erida ki je bila tudi najbolj zvesta, in Dejmos
Medtem ko je Atena, boginja modrosti in vojne zvijače, »pristojna« za herojsko plat vojne, je Ares temačen bog. Je agresiven, krut, neusmiljen in željan krvi. Večkat se je aktivno vmešal v boj in pošiljal nesrečne smrtnike v smrt. Veliko veselje so mu povzročali spor, plenjenje, potoki krvi in zvok orožja. Je poosebljenje moškosti, kakor so jo dojemali antični Grki.
Med trojansko vojno se je boril na strani Trojancev. Bil je ranjen, vendar ga je Asklepij pozdravil.
Med ostalimi prebivalci Olimpa je bil nepriljubljen, celo njegov oče Zevs ga je zaničeval.

## V umetnosti
- Kipi
  - Thorvaldsen (1809/1811)
  - Canova (1816)
- Slike
  - Botticelli (1476/1478)
  - Tintoretto (1578)
  - Rubens (1625)
  - Rembrandt (1655)
  - Velázquez (1640/1658)
  - Corinth (1910)